# Kétségbeesve keresem Susant
A Kétségbeesve keresem Susant (angolul: Desperately Seeking Susan) 1985-ben bemutatott amerikai filmvígjáték-dráma, melyet Susan Seidelman rendezett. A főbb szerepekben Rosanna Arquette és Madonna látható. A film Madonna első főszerepe volt. Számos egyéb, azóta már jól ismert színész is ezzel a filmmel debütált, például John Turturro, Laurie Metcalf, Aidan Quinn és Steven Wright. 
A The New York Times 1985-ben a tíz legjobb film közé sorolta.

## Történet
A film két nő – egy unatkozó háziasszony és egy bohém sodródó nő – közötti interakciót mutat be, melyet különböző újságok kapcsolnak össze, a lapokban megjelent személyes hirdetéseken keresztül.

## Szereplők
| Karakter                | Színész            | Magyar hang (1. változat) | Magyar hang (2. változat) |
| ----------------------- | ------------------ | ------------------------- | ------------------------- |
| Roberta Glass / 'Susan' | Rosanna Arquette   | Herceg Csilla             | Farkasinszky Edit         |
| Susan                   | Madonna            | Orosz Helga               | Prókai Annamária          |
| Dez                     | Aidan Quinn        | Malcsiner Péter           | Stohl András              |
| Gary Glass              | Mark Blum          | Kassai Károly             |                           |
| Jim                     | Robert Joy         | Stohl András              | Fekete Zoltán             |
| Leslie Glass            | Laurie Metcalf     | Prókai Annamária          | Vándor Éva                |
| Crystal                 | Anna Levine        | Biró Anikó                |                           |
| Wayne Nolan             | Will Patton        | Csonka András             | Bácskai János             |
| Ian                     | Peter Maloney      |                           |                           |
| Larry Stillman          | Steven Wright      | Németh Gábor              |                           |
| Ray                     | John Turturro      |                           |                           |
| Victoria                | Anne Carlisle      |                           |                           |
| Utcai árus              | Giancarlo Esposito | Szűcs Sándor              |                           |
| Daisy                   | Daisy Bradford     | Bókai Mária               |                           |

## Filmzene
A dalokat vinyl és CD lemezen jelentették meg a Making Mr. Right filmzenével együtt. A lemez nem tartalmazza a film többi dalait, köztük Madonna Into the Groove című dala sem szerepel az albumon, melyet az 1984-es Madonna album a Like a Virgin tartalmaz. A film a föld alatti bohém – új hullám hangulatát idézi az 1980-as évek eleje és közepe közötti időszakban New Yorkban, mely segített Madonnának nagy áttörést elérnie a zenei életben. Madonna felvett egy dalt a filmhez, a "Desperately Seeking Susan" című dalt, amelyet végül nem használtak fel, helyette az "Into the Groove" jelent meg a filmben. A demo változat csak a filmben hallható, mely hatalmas siker volt, de annak ellenére, hogy a filmben benne volt, nem szerepelt a filmzene albumon, mert Madonna lemezkiadója nem adott engedélyt arra, hogy a dalok keveredjenek más művészek dalaival. Az "Into the Groove" klipje tartalmaz filmjelenetet, melyeket Doug Dowdle készített a Parallax Productionsnál.
Desperately Seeking Susan
| #   | Cím                          | Hossz |
| --- | ---------------------------- | ----- |
| 1.  | Leave Atlantic City!         | 2:33  |
| 2.  | Port Authority by Night      | 1:14  |
| 3.  | New York City by Day         | 1:06  |
| 4.  | Through the Viewscope        | 0:40  |
| 5.  | St. Mark's Place             | 1:30  |
| 6.  | A Key and a Picture Of       | 1:22  |
| 7.  | Battery Park / Amnesia       | 1:06  |
| 8.  | Jail / Port Authority by Day | 2:22  |
| 9.  | Rain                         | 0:51  |
| 10. | Running With Birds in Cages  | 1:11  |
| 11. | Trouble Almost               | 0:43  |

## Kritikák
A The New Yorker című recenziójában Pauline Kael kritikus Madonnát „tunya, csapodár istennőnek” nevezte. A The New York Times filmkritikusa Vincent Canby a filmet 1985 10 legjobb filme közé sorolta.